# Екзорцист Ватикану
Екзорцист Ватикану (англ. The Pope's Exorcist) — американський надприродний фільм жахів режисера Джуліуса Евері з Расселом Кроу в ролі отця Ґабріеля Аморта. Фільм заснований на мемуарах Аморта «Екзорцист розповідає свою історію» та «Екзорцист: більше історій». У фільмі також знялися Деніел Дзоватто, Алекс Ессо і Франко Неро
Виробництво стрічки почалося 2020 року, коли Screen Gems купила права на історію Аморта. Після заміни режисера та доопрацювання сценарію знімання відбувалися з серпня по жовтень 2022 року в Ірландії. Його реліз у Сполучених Штатах відбувся 14 квітня 2023 року компанією Sony Pictures Releasing.

## Акторський склад
- Рассел Кроу — отець Габріель Аморт
- Даніель Зовато — отець Есквабель
- Алекс Ессое — Джулія
- Франко Неро — Папа Римський
- Лорел Марсден — Емі
- Корнелл С. Джон — єпископ Лумумба
- Пітер ДеСуза-Фейгоні — Генрі
- Ральф Айнесон — Асмодей (голос)

## Виробництво

### Розвиток
У жовтні 2020 року Screen Gems придбала права на історію про отця Габріеле Аморта, режисером якого був найнятий Анхель Гомес. Честер Гастінгс і Р. Дін МакКрірі були залучені для написання сценарію, а Майкл Патрік Качмарек, Джефф Кац і Едді Сіберт були призначені для продюсування фільму. У червні 2022 року Джуліус Ейвері став режисером фільму разом із продюсером Дугом Белградом із 2.0 Entertainment. Подальші редакції сценарію були надані Майклом Петроні та Еваном Спіліотопулосом.

### Кастинг
У червні 2022 року Рассел Кроу отримав роль Аморта. Наступного місяця до акторського складу приєдналися Алекс Ессо і Даніель Зоватто. У вересні Франко Неро був обраний на роль Папи Римського, а Лорел Марсден, Корнелл С. Джон і Пітер ДеСуза-Фейгоні були додані до акторського складу в нерозкритих ролях. Ральф Інесон озвучує демона.

### Зйомки
Основні зйомки проходили з серпня по жовтень 2022 року в Дубліні та Лімерику, Ірландія. Сцени були зняті з Кроу в Трініті-коледжі в Дубліні.

## Випуск
Прем'єра «Екзорциста Ватикану» в Сполучених Штатах відбулася 14 квітня 2023 року компанією Sony Pictures Releasing, а згодом фільм вийшов і на українські екрани, демонструючись до середини травня.